# Северо-Западный Угол
Северо-Западный Угол — эксклав США, расположенный на берегу озера Лесное. За исключением незначительных ошибок топографической съёмки при демаркации, это единственное место в континентальной части Соединённых Штатов Америки, которое находится к северу от 49-й параллели, образующей границу между США и Канадой. Это самая северная территория штата Миннесота и самая северная точка «континентальных штатов».
Большая часть территории занята индейской резервацией племени оджибве.

## Возникновение

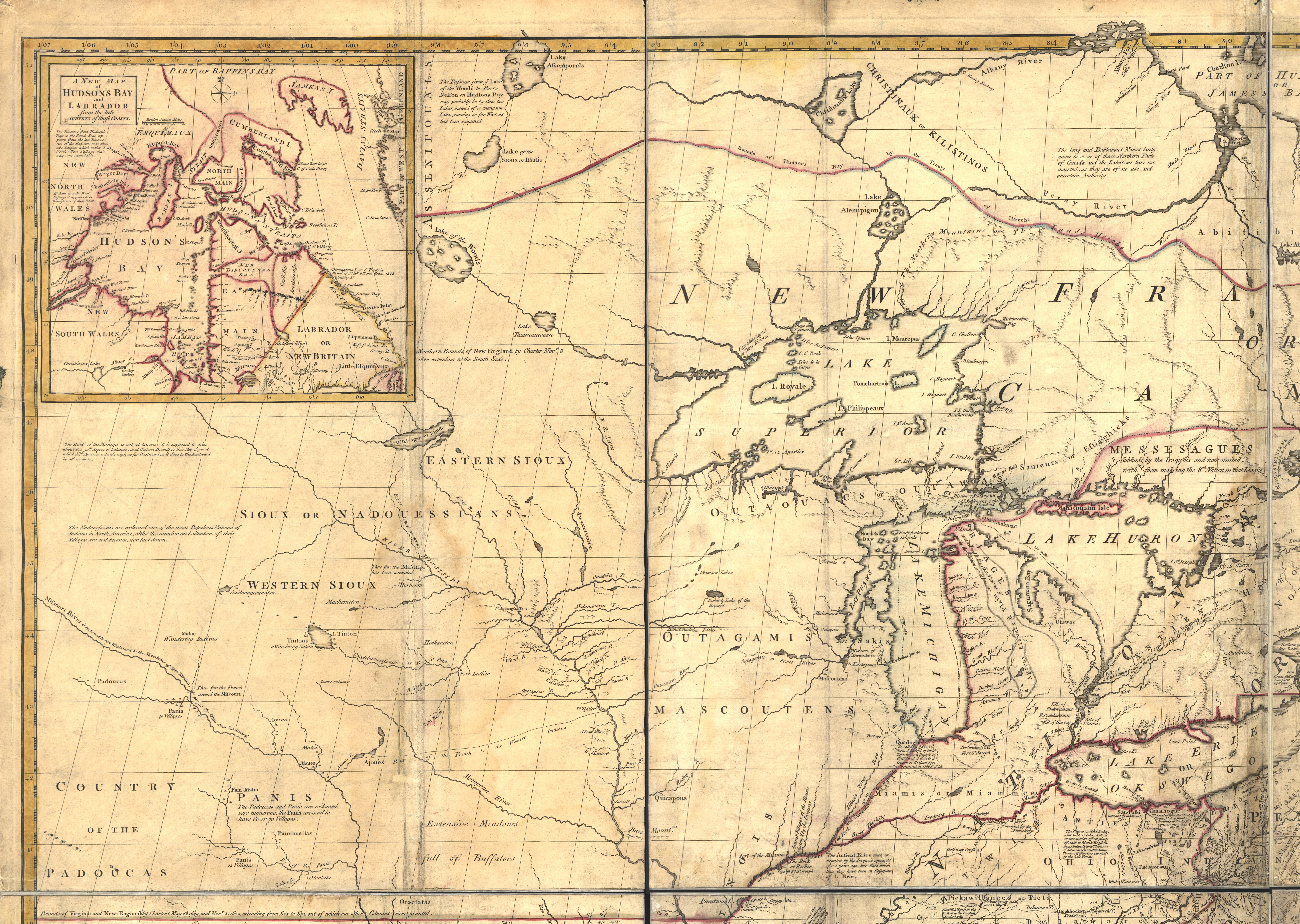
Северо-западная часть карты Митчела. Озеро Лесное показано овальным, исток Миссисипи не показан.

После завершения Войны за независимость встал вопрос об американо-канадской границе. Для её определения использовалась карта британского географа Джона Митчела, имевшая неточности. В ней не были обозначены истоки реки Миссисипи и истинная форма озера Лесное, которое вместо этого показано как примерно овальное. Таким образом, Парижский договор 1783 года гласил, что граница между территорией США и британскими владениями на севере будет проходить «… через озеро Лесное до самой северо-западной его точки, а оттуда — на запад к реке Миссисипи …»
Но исток реки Миссисипи, озеро Айтаска (тогда неизвестное европейским исследователям), лежит почти к югу от Лесного озера, а не к западу от него. Кроме того, неправильная фактическая форма озера затруднила идентификацию его северо-западного угла. Исследования, предпринятые Дэвидом Томпсоном в 1824 году, не дали ясного результата.
В 1825 году немецким астрономом на британской службе Иоганном Людвигом Тираксом северо-западная оконечность озера была определена на краю пруда Angle Inlet. От этой точки граница была проведена на юг до 49 параллели, бывшей к тому времени (после Луизианской покупки) уже официальной границей между США и Канадой. Однако, поскольку озеро Лесное не было овальным, а указанная точка на самом деле северо-западной оконечностью озера не являлась, к востоку от границы оказался участок американской земли, впоследствии названный Северо-Западным Углом.

## Условия жизни

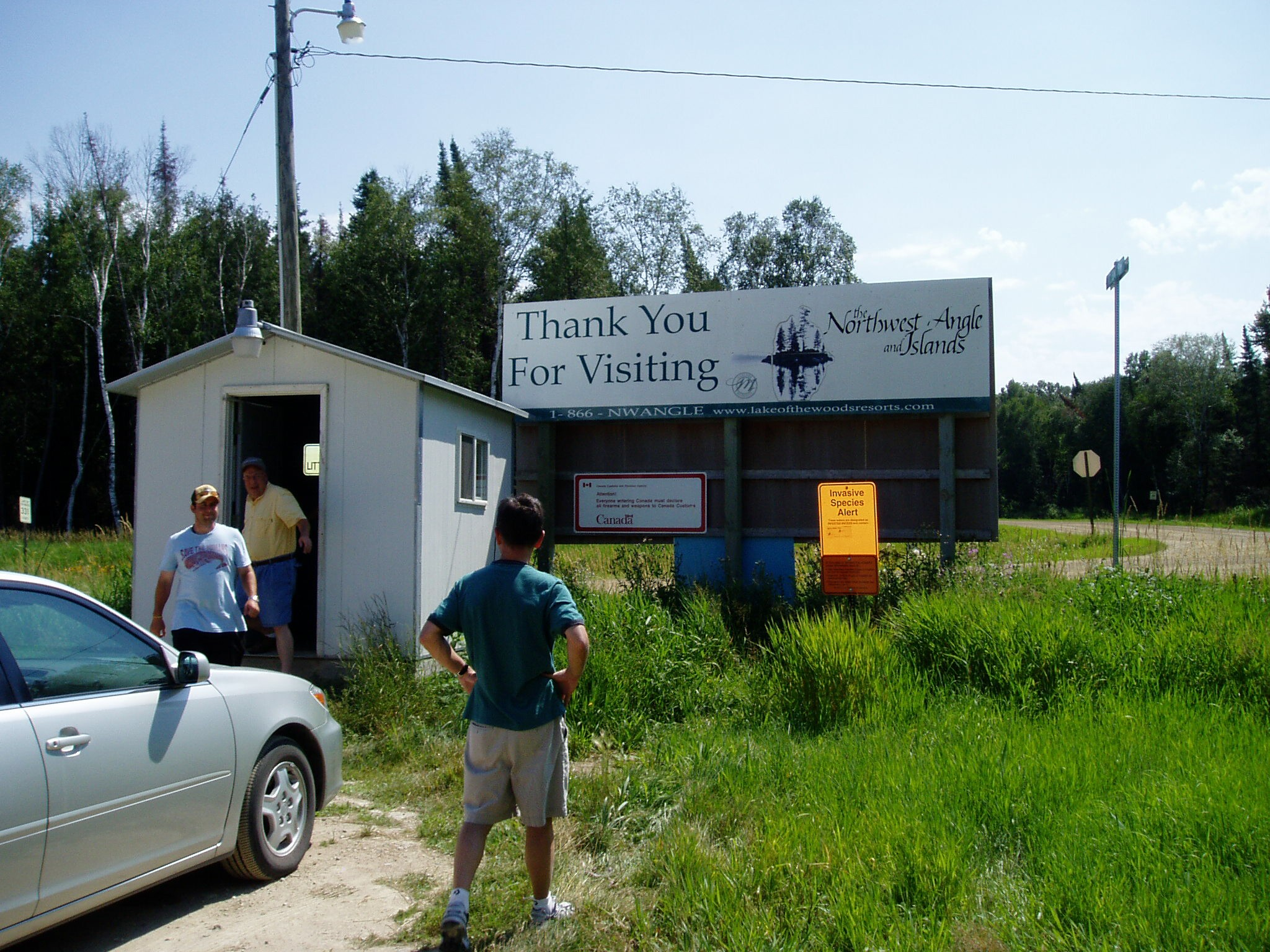
Пограничный переход между Углом и Канадой. При въезде на территорию Угла путешественник по видеотелефону, находящемуся в этой будке, сообщает о себе таможне США, при выезде — таможне Канады.

Климат влажный континентальный, с разбросом средних температур от −21 °C в январе до 25 °C в июле. Высота снегового покрова в среднем составляет от 48 дюймов (122 см) до 54 дюймов (137 см). Доминирующие растения: ель, пихта.
С остальной части Миннесоты добраться до Угла можно следующими способами:
- Не пересекая государственные границы только через акваторию озера Лесное: по льду в зимние месяцы (устраивается зимник), на плавсредствах в летние. Автомобильных паромов не существует. Кроме того, круглогодично через озеро можно перелететь (имеется аэродром с грунтовой ВВП).
- По автомобильным дорогам через территорию Канады. От города Уоррод до границы Угла расстояние примерно 100 км. На границе оборудован пограничный переход, но сотрудников на нем нет: от пересекающих границу требуется самостоятельно связаться по видеотелефону (установленному в здании перехода) c таможней Канады или США и передать всю необходимую информацию о себе[3].

По данным переписи населения 2010 года, население Северо-Западного угла составляет 119 человек, составляющих 66 домохозяйств и 37 семей. Расовый состав: 118 белых и 1 индеец. Основной экономической деятельностью жителей является рыбалка и организация рыбалки для туристов. В Углу имеется одна начальная однокомнатная школа, обслуживающая от 5 до 16 учеников в году. Средней школы (с выпускными классами) нет, поэтому подростки ежедневно на автобусе ездят в школу города Уоррод, дважды пересекая американо-канадскую границу. Ограничения на передвижение, введенные правительством Канады в связи с пандемией COVID-19, на постоянных жителей Угла не распространяются.